# Epyaxa
Epyaxa (altgriechisch Ἐπύαξα Epýaxa) war die Königin von Kilikien um 400 v. Chr. und Gattin des Königs Syennesis.
Xenophon erwähnt sie im Zusammenhang mit dem Zug Kyros des Jüngeren nach Babylonien. Demnach unterstützte Epyaxa Kyros großzügig mit Geld und begleitete ihn von der Ebene des Kestros in Pamphylien durch ganz Lykaonien. In Tarsos, der damaligen Hauptstadt des Kilikerreiches, stattete ihn das Königspaar erneut mit finanziellen Mitteln und Nahrungsgütern aus. Wohl wegen dieser engen Bündnispartnerschaft entstand die Legende einer amourösen Beziehung zwischen Epyaxa und Cyrus.